# DSquared²

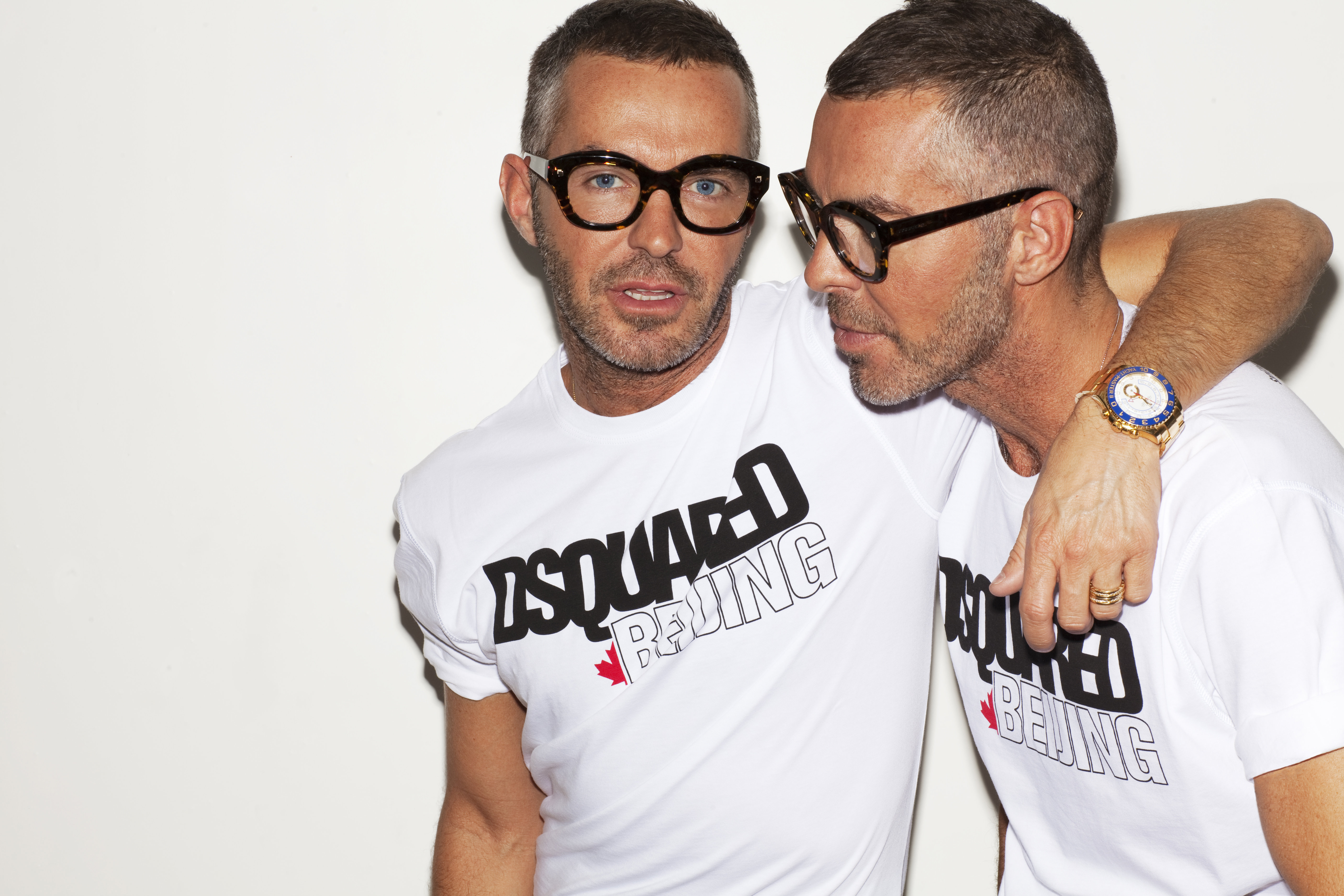
Dean en Dan Caten.

DSquared² is een Canadees modebedrijf van de Canadese tweeling Dan en Dean Caten.
In het jaar 1991 besloten de broers samen naar Milaan te gaan om daar hun liefde voor mode te ontwikkelen. In 1994 ging hun lang gekoesterde wens in vervulling: de tweeling lanceerde hun eigen mannencollectie en in 2003 hun eerste lijn voor vrouwen. Madonna heeft in haar Drowned World Tour en videoclip "Don't Tell Me" kleding gebruikt van Dsquared². Ook Tokio Hotel-frontman Bill Kaulitz liet stage-outfits ontwerpen door de gebroeders Caten, hun creaties waren te bewonderen op Bills lichaam tijdens de Welcome to humanoid city tour. Dit heeft een zeer grote boost gegeven aan de populariteit van het merk.
Dsquared² is nu onderdeel van het kledingbedrijf Diesel. Bijna de gehele productie van Dsquared² vindt plaats in Italië. Tot nu toe wordt de meeste kleding in China gemaakt die niet origineel zijn. Veel valse Dsquared²-kleding en -accessoires komen uit China en Hong Kong.

## Design
Dsquared² staat vooral bekend om zijn jeans. De jeans zijn vaak zeer strak of extreem ruim gesneden, zitten extreem laag, hebben grote of zeer kleine leren patches en hebben vaak bijzondere sluitingen en washings gehad. De meeste designs van Dsquared² hebben een erotische knipoog en hebben een vintage-uitstraling door 
verfvlekken en kleine gaatjes.

## Overige producten
Dsquared² heeft nu ook een parfum voor heren, genaamd HeWood (een verwijzing naar morning wood (ochtenderectie) en some wood (mannenvlees)). Het ruikt naar ingezeept hout en zit in een forse, gedeeltelijk houten, flacon. De geur voor dames, die een jaar later op de markt kwam, heet SheWood en heeft dezelfde basis. Daarnaast is er voor heren Potion (2007) en Wild (2014) en voor dames Potion for woman (2008) en Want (2015).